# Judo na Letní univerziádě 2009
Soutěže v judu na letní univerziádě 2009 probíhaly ve Veletržní hale č. 3 v Bělehradě, Srbsko v období 7. až 11. července 2009.

## Program
- ÚT - 07.07.2009 - těžká váha (+100 kg, +78 kg) a polotěžká váha (−100 kg, −78 kg)
- ST - 08.07.2009 - střední váha (−90 kg, −70 kg) a polostřední váha (−81 kg, −63 kg)
- ČT - 09.07.2009 - lehká váha (−73 kg, −57 kg) a pololehká váha (−66 kg, −52 kg)
- PA - 10.07.2009 - superlehká váha (−60 kg, −48 kg) a kategorie bez rozdílu vah
- SO - 11.07.2009 - soutěž týmů

## Česká stopa
Výsledky českých reprezentantů v judu 2009
- -66 kg – David Dubský
- -73 kg – Jaromír Ježek
- -90 kg – Lukáš Rak
- -52 kg – Lucie Chytrá

## Výsledky – váhové kategorie

### Muži
| Kategorie | Zlato                     | Stříbro                   | Bronz                        | Bronz                  |
| --------- | ------------------------- | ------------------------- | ---------------------------- | ---------------------- |
| -60 kg    | Jeroen Mooren (NED)       | Bakytdžan Turebekov (KAZ) | Artur Srapjan (ARM)          | Masaaki Fukuoka (JPN)  |
| -66 kg    | Masaši Ebinuma (JPN)      | Ambardzum Tonojan (ARM)   | David Dubský (CZE)           | Martin Ivanov (BUL)    |
| -73 kg    | Wang Ki-čchun (KOR)       | Attila Ungvári (HUN)      | Sajndžargalyn Ňam-Očir (MGL) | Joachim Bottieau (BEL) |
| -81 kg    | Ramin Gurbanov (AZE)      | Kim Min-kju (KOR)         | Łukasz Błach (POL)           | Jaromír Ježek (CZE)    |
| -90 kg    | Dmitrij Gerasimenko (RUS) | Łukasz Koleśnik (POL)     | Romain Buffet (FRA)          | I Kju-won (KOR)        |
| -100 kg   | Cyrille Maret (FRA)       | Daisuke Kobajaši (JPN)    | Sergej Samojlovič (RUS)      | Jevgenij Bedulin (BLR) |
| +100 kg   | Luuk Verbij (NED)         | Daiki Kamikawa (JPN)      | Andrej Volkov (RUS)          | Barna Bor (HUN)        |

### Ženy
| Kategorie | Zlato                         | Stříbro                        | Bronz                       | Bronz                       |
| --------- | ----------------------------- | ------------------------------ | --------------------------- | --------------------------- |
| -48 kg    | Haruna Asamiová (JPN)         | Mönchbatyn Uranceceg (MGL)     | Éva Csernoviczká (HUN)      | Čong Čong-jon (KOR)         |
| -52 kg    | Laura Gomézová (ESP)          | Delphine Delsalleová (FRA)     | Che Cchan-cchan (CHN)       | Yanet Bermoyová (CUB)       |
| -57 kg    | Małgorzata Bielaková (POL)    | Sarah Loková (FRA)             | Liou Jan (CHN)              | Michelle Diemeerová (NED)   |
| -63 kg    | Wang Čchin-fang (TPE)         | Miki Tanakaová (JPN)           | Ana Cacholaová (POR)        | Irina Gromovová (RUS)       |
| -70 kg    | Joriko Kuniharaová (JPN)      | Pürevdžargalyn Lchamdegd (MGL) | Gemma Gibbonsová (GBR)      | Hwang Je-sul (KOR)          |
| -78 kg    | Géraldine Mentouopouová (FRA) | Čong Kjong-mi (KOR)            | Katarzyna Furmaneková (POL) | Kaliema Antomachinová (CUB) |
| +78 kg    | Čchin Čchien (CHN)            | I Čong-un (KOR)                | Svitlana Jaromková (UKR)    | Guldžan Isanovová (KAZ)     |

## Výsledky – ostatní disciplíny

### Bez rozdílu vah
|      | Zlato              | Stříbro               | Bronz                  | Bronz                      |
| ---- | ------------------ | --------------------- | ---------------------- | -------------------------- |
| muži | Kim Song-min (KOR) | Grzegorz Eitel (POL)  | Dmitrij Stěrchov (RUS) | Kazuhiko Takahaši (JPN)    |
| ženy | Čang Ťie (CHN)     | Kanae Yamabeová (JPN) | Kim Na-jong (KOR)      | Belkıs Zehra Kayaová (TUR) |

### Týmová soutěž
|      | Zlato       | Stříbro     | Bronz      | Bronz    |
| ---- | ----------- | ----------- | ---------- | -------- |
| muži | Jižní Korea | Rusko       | Kazachstán | Japonsko |
| ženy | Japonsko    | Jižní Korea | Francie    | Čína     |